# Schmack
Die Schmack, auch Schmackschiff oder Smak, ist ein zweimastiger Küstensegler mit flachem Boden und Gaffelrigg. Dieser Schiffstyp war vom 16. bis ins 19. Jahrhundert in den Niederlanden  und seit der Wende vom 18. zum 19. Jahrhundert auch in Deutschland gebräuchlich; er wurde durch die Kuff verdrängt.

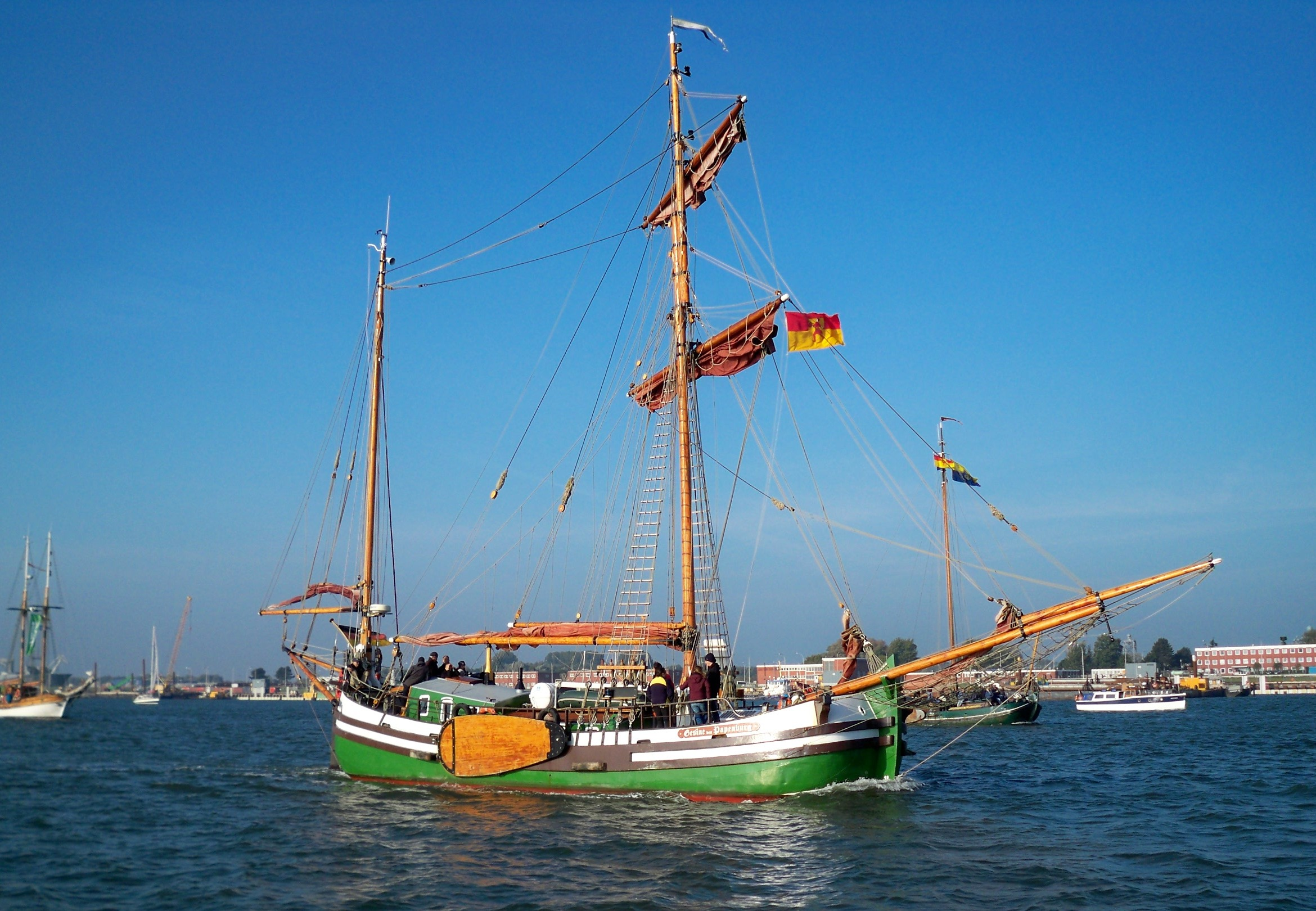
Die Gesine von Papenburg

Die Schmacken waren meist mit Seitenschwertern ausgerüstet, jedoch wurden auch Exemplare mit Kimmkielen gebaut. Der Großmast wurde zunächst mit Sprietsegeln gefahren, später setzte sich jedoch die Gaffeltakelung durch. Der Besanmast trug ein Stagsegel und manchmal vor dem Mast ein zusätzliches Stagsegel.
Die Gesine von Papenburg gilt als letzte fahrbereite Schmack in Deutschland. Sie ist als Stahlnachbau anhand von alten Skizzen auf der Meyer-Werft in Papenburg als Gesellenstück erbaut worden.